# Mercédès de Morcerf
Mercédès De Morcerf è un personaggio dell'anime Il conte di Montecristo  di 'Mahiro Maeda. La ragazza in passato era la fidanzata di Edmond Dantès ma attualmente è la moglie dell'acerrimo nemico di Edmond, Fernand de Morcerf

## Storia

### Passato
Mercédès amava il suo vecchio fidanzato ed era felice con lui; quando i tre uomini cospirarono contro di lui lei non sospettava nulla. Credendo alle parole di Fernand e accettando il suo corteggiamento alla fine lo sposa. Da tale unione nasce un figlio, il ragazzo odiato dal conte Albert de Morcerf

### Presente
Anche se fedele al compagno ogni tanto si lascia andare ai ricordi di un passato lontano, non riconosce il conte (profondamente cambiato per via della prigionia e della maledizione), ma con lui si trova ancora a suo agio, fra tutti i personaggi della serie il conte tratterà bene soltanto lei. Fino alla fine non comprende nulla di quello che era successo finendo per essere colpita dal suo stesso compagno verso la fine della serie, quando Fernand impazzisce.

## Carattere
Dolce, l'unica tra le mogli degli uomini di cui il conte si vuole vendicare a non avere un animo corrotto, ogni tanto si sofferma a vedere un quadro che le ricorda i tempi in cui viveva a Marsiglia. Nutre un profondo amore per il figlio.